# Dorsal de Phoenix
La dorsal de Phoenix (també anomenada dorsal d'Aluk) és una dorsal oceànica extinta que existí entre les plaques tectòniques de Phoenix i del Pacífic.
La dorsal de Phoenix estava constituïda per tres dorsals i s'estenia amb una taxa de 18-20 cm per any fins fa 84 milions d'anys. Una reducció en la taxa d'expansió i la de la taxa de convergència amb la placa antàrtica va tenir lloc al voltant de 52.3 milions d'anys enrere. Des de llavors, la dorsal de Phoenix ha estat subduïda sota la Península Antàrtica des del període Miocè